# Katacephala
Katacephala är ett släkte av insekter. Katacephala ingår i familjen rundbladloppor.
Kladogram enligt Catalogue of Life:
| Katacephala | \| \| Katacephala arcuata \| \| \| \| \| \| Katacephala grandiceps \| \| \| \| \| \| Katacephala tenuipennis \| \| \| \| |
|             | \| \| Katacephala arcuata \| \| \| \| \| \| Katacephala grandiceps \| \| \| \| \| \| Katacephala tenuipennis \| \| \| \| |
|             | Katacephala arcuata |
|             | |
|             | Katacephala grandiceps                                                                                                   |
|             | |
|             | Katacephala tenuipennis                                                                                                  |
|             | |